# Парк код железничке станице у Краљеву
Парк код железничке станице јавни је градски парк у Краљеву.
Налази се у непосредној близини аутобуске и железничке станице, уз коју је изграђен једини јавни тоалет у граду, али ван функције. Парк је оивичен улицама Октобарских жртава, Димитрија Туцовића и Хајдук Вељковом, наспрам које се налази Насеље Моше Пијаде.
У парку се налази Споменик отпора и победе.
Парк је кроз историју био поприште инцидената и вандализама. У њему је 2009. године убијен тада осамнаестогодишњи фудбалски голман Марко Симеуновић, ком је посвећена спомен-плоча.
Реконструисан је и осветљен крајем 2020. године.